# 조나탕 셀라
조나탕 셀라(프랑스어: Jonathan Sela, 프랑스어 발음: [ʒɔnatɑ̃], 1978년 4월 29일 ~ )는 프랑스 태생의 영화 촬영 기사이다. 프랑스 파리에서 나고 자랐으며 이스라엘에서 청소년기를 보내던 시절에 영상 일을 시작하였다. 19살에 미국으로 영화 유학을 온 뒤로 주로 할리우드에서 일하고 있다. 존 무어 감독의 《오멘》(2006)과 《맥스 페인》(2008), 《다이하드: 굿 데이 투 다이》(2013)를 비롯 F. 게리 그레이 감독의 《모범시민》(2009), 채드 스타헬스키 감독의 《존 윅》(2014), 데이비드 리치 감독의 《아토믹 블론드》(2017) 등 화끈한 액션 영화의 촬영에 주로 기용되었다.

## 작품 목록

### 영화
| 연도 | 제목                      | 원제                          | 감독            | 비고 |
| ---- | ------------------------- | ----------------------------- | --------------- | ---- |
| 2004 | 소울 플레인               | Soul Plane                    | 제시 테레로     |      |
| 2006 | 드림랜드                  | Dreamland                     | 제이슨 매츠너   |      |
| 2006 | 오멘                      | The Omen                      | 존 무어         |      |
| 2008 | 미드나잇 미트 트레인      | The Midnight Meat Train       | 기타무라 류헤이 |      |
| 2008 | 맥스 페인                 | Max Payne                     | 존 무어         |      |
| 2009 | 모범시민                  | Law Abiding Citizen           | F. 게리 그레이  |      |
| 2013 | 다이하드: 굿 데이 투 다이 | A Good Day to Die Hard        | 존 무어         |      |
| 2014 | 존 윅                     | John Wick                     | 채드 스타헬스키 |      |
| 2017 | 아토믹 블론드             | Atomic Blonde                 | 데이비드 리치   |      |
| 2017 | 트랜스포머: 최후의 기사   | Transformers: The Last Knight | 마이클 베이     |      |